# Pseudohorus strumosus
Pseudohorus strumosus är en spindeldjursart som beskrevs av Beier 1962. Pseudohorus strumosus ingår i släktet Pseudohorus och familjen Olpiidae. Inga underarter finns listade i Catalogue of Life.